# Žiarska hoľa
Žiarska hoľa (1841 m n. m.) je hora v Nízkých Tatrách na Slovensku. Nachází se v rozsoše hory Kotliská (1937 m n. m.) v úseku mezi vrcholy Skalka (1980 m n. m.) na severovýchodě a Žiar (1408 m n. m.) na jihu. Skalka je oddělena bezejmenným sedlem s nadmořskou výškou 1783 m. Severozápadní svahy hory spadají do horní části Lomnisté doliny, jihovýchodní do boční větve Vajskovské doliny. Žiarska hoľa se nachází na území Národní přírodní rezervace Skalka a Národního parku Nízké Tatry.

## Přístup

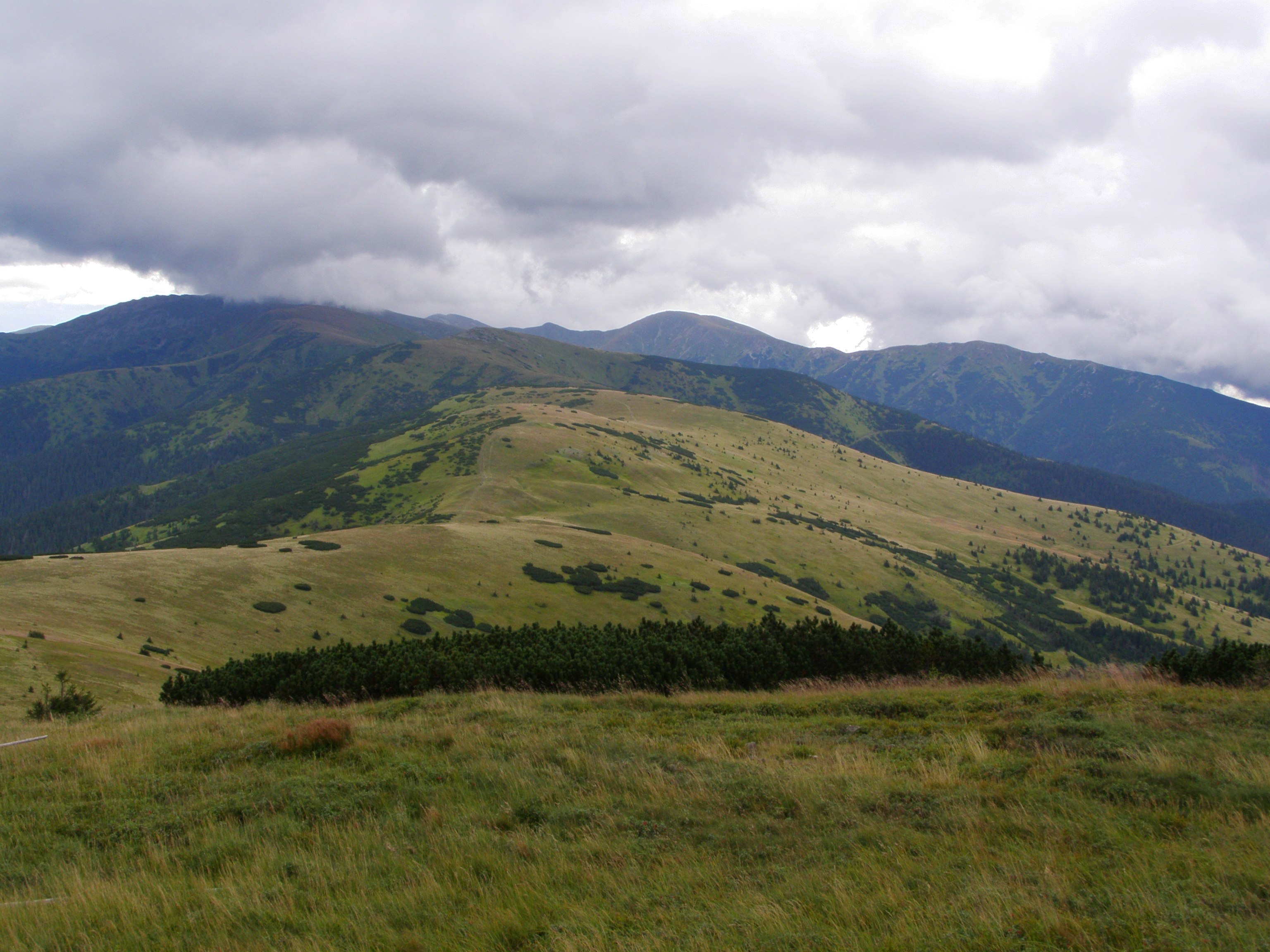
Žiarska hoľa

- po žluté  značce z rozcestí Strmý vŕštek
- po žluté  značce z vrcholu Kotliská